# Live at the Public Theatre (New York 1980)

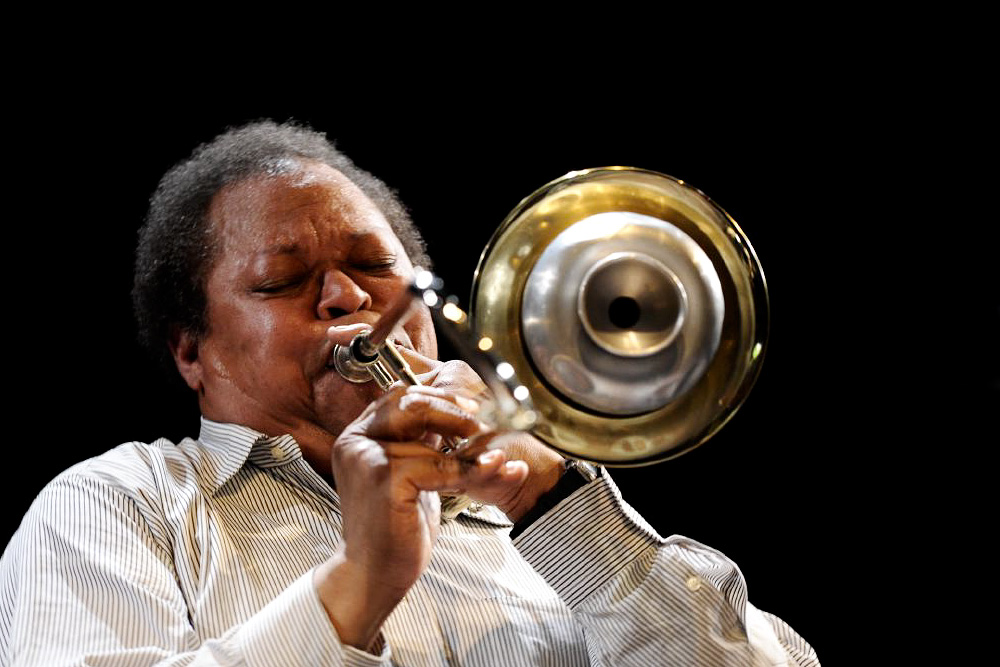
George Lewis, moers festival 2009

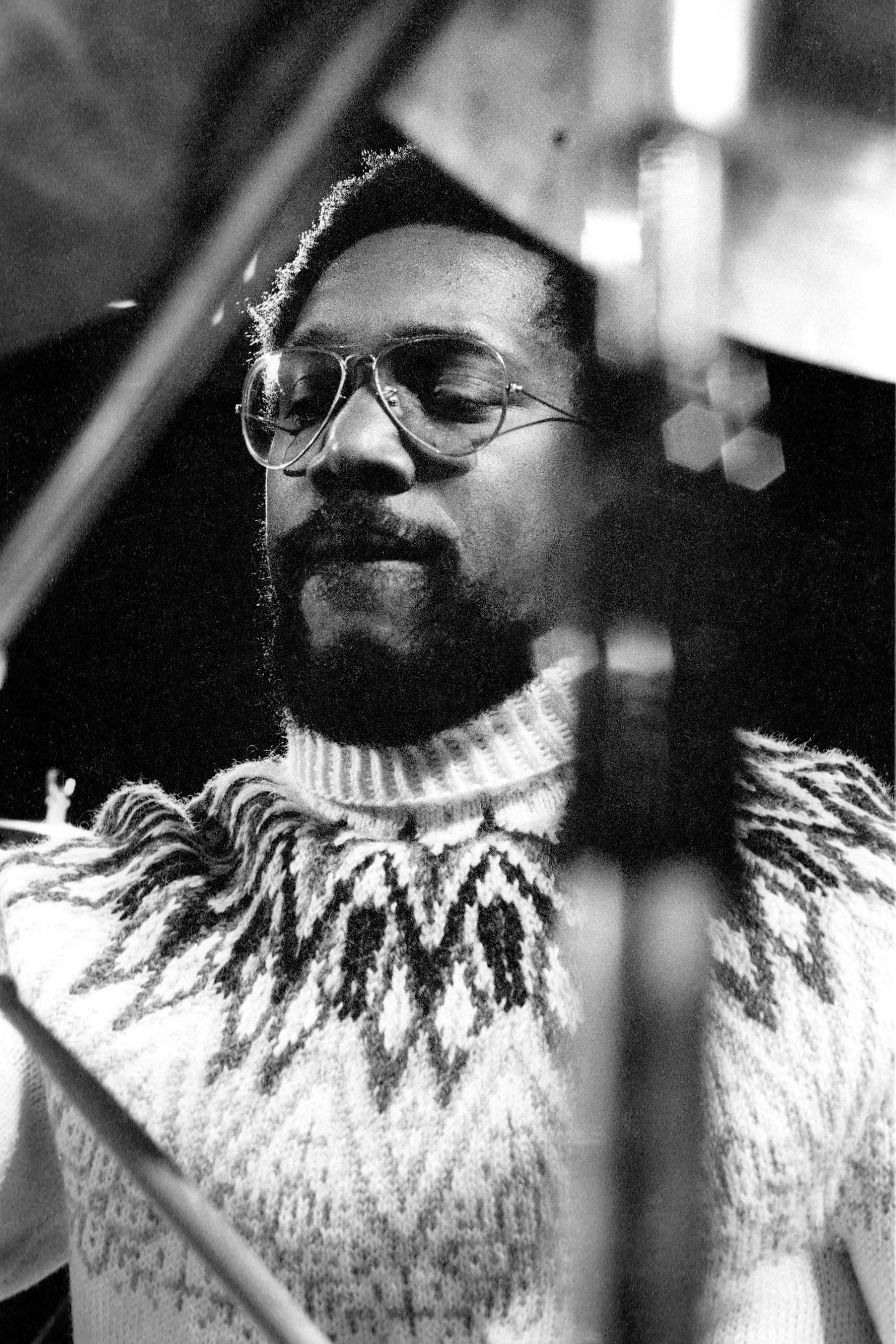
Billy Cobham 1974

Live at the Public Theatre (New York 1980) ist der Titel von zwei Jazz-Alben von Gil Evans, aufgenommen am 8. und 9. Februar 1980 im New Yorker Public Theatre und zuerst veröffentlicht beim japanischen Label Trio Records. Ferner erschienen die Aufnahmen beim Label Black-Hawk Records und als Compact Disc bei Evidence und Storyville Records.

## Geschichte und Musik des Albums
Nachdem Gil Evans für seine Band zum Ende der 1970er Jahre kaum Auftrittsmöglichkeiten gefunden hatte, arbeitete er zu Beginn des Jahres 1980 mit dem Saxophonisten Lee Konitz zusammen, mit dem er auch in Europa tourte. Das letzte Album mit Orchesteraufnahmen, Little Wing, lag zwei Jahre zurück. Im Februar 1980 ergaben sich zwei Konzerttermine im New Yorker Public Theatre, für die Evans seine Bigband mit 14 Mitgliedern neu zusammenstellte. Die Auftritte sollten für das japanische Label Trio Records mitgeschnitten werden, was sein Keyboarder Masabumi Kikuchi arrangiert hatte.
Im Gil Evans Orchestra spielten neben den bisherigen Mitgliedern Hannibal Marvin Peterson, Lew Soloff, Jon Faddis, George Lewis, Arthur Blythe und Pete Levin nun auch Hamiet Bluiett (Baritonsaxophon), Tim Landers (Bass), Alyrio Lima (Perkussion) und Billy Cobham (Schlagzeug). Das Bandrepertoire umfasste Material, das die Evans-Band häufig in den 1970er Jahren gespielt hatte, wie die Jimi-Hendrix-Nummern Up from the Skies und Stone Free, die Charles-Mingus-Komposition Orange Was the Colour of Her Dress Then Blue Silk und die Evans-Kompositionen Anita’s Dance, Jelly Rolls und Zee Zee. Gil Evans hatte für die Konzerte zwei neue Titel arrangiert, seine Komposition Alyrio, die er dem neuen Perkussionisten gewidmet hatte, sowie ein Titel von Evans’ langjährigem Freund John Benson Brooks, der selten gespielte Sirhan’s Blues. Obwohl Evans selbst – allerdings mehr fühlbar als hörbar, so Scott Yanow – am E-Piano mitspielt, dominieren die zwei weiteren Keyboarder der Band, Masabumi Kikuchi und Pete Levin.

## Kritiken
Die Evans-Biografin Stephanie Stein Crease lobte die Mitschnitte; Live at the Public Theatre zeige „das Spiel der Band auf einem phantastischen Level“.
Scott Yanow vergab in AllMusic an das Album drei Sterne, lobte, dass das große Talent von Gil Evans seine Fähigkeit sei, verschiedene einzigartige Musiker in einem gemeinsamen Ensemble zusammenzuführen. Höhepunkte des ersten Albums seien das langgezogene Stück Anita’s Dance und der Remake von Gone, Gone, Gone (aus dem Porgy and Bess-Album von 1958). Zum zweiten Album bemerkt Yanow einschränkend, dass die Endergebnisse nicht wirklich das Potential dieses einzigartigen Ensembles wiedergeben würden, wenn da auch eine Fülle von farbigen Momenten vorhanden sei.
Richard Cook und Brian Morton bewerteten das Album nur mit 2½ (von vier) Sternen und bezeichneten es als Werk „einer Übergangsband mit allen Beschränkungen, die sich daraus ergeben.“ Generell seien die individuellen Darbietungen gut, jedoch fehle das Vergnügen an dieser Musik; auch herrsche ein „Mangel an Abstraktion“, wie sie vorangegangene und auch spätere Produktionen nicht zeigen würden.

## Liste der Titel
- Gil Evans: Live at the Public Theatre (New York 1980) (Trio Records PAP-9233)[A 1]
  1. Anita’s Dance (Evans) – 17:05
  2. Jelly Rolls (Evans) – 4:44
  3. Alyrio (Evans) – 3:14
  4. Variations on the Misery (Evans) – 6:18
  5. Gone, Gone, Gone/Orgone (George Gershwin) – 7:44
  6. Up from the Skies (Jimi Hendrix) – 4:16
- Gil Evans: Live at the Public Theatre (New York 1980), Vol. 2 (Trio Records PAP-25016)[A 2][6]
  1. Copenhagen Sight (Evans) – 6:27
  2. Zee Zee (Evans) – 11:02
  3. Sirhan’s Blues (Brooks) – 7:41
  4. Stone Free (Hendrix) – 14:14
  5. Orange Was the Color of Her Dress, Then Blue Silk (Mingus) – 9:33